# فرايزر هورنبي
فرايزر هورنبي (بالإنجليزية: Fraser Hornby)‏ (مواليد 13 سبتمبر 1999) هو لاعب كرة قدم سكتلندي يلعب كمهاجم في نادي ستاد ريمس.

## روابط خارجية
- فرايزر هورنبي على موقع الاتحاد الأوربي (الإنجليزية)
- فرايزر هورنبي على موقع الاتحاد الإسكتلندي (الإنجليزية)
- فرايزر هورنبي على موقع إي إس بي إن إف سي (الإنجليزية)
- فرايزر هورنبي على موقع قاعدة بيانات كرة القدم.إي يو (الإنجليزية)
- فرايزر هورنبي على موقع ليكيب (الفرنسية)
- فرايزر هورنبي على موقع Soccerbase.com (لاعب) (الإنجليزية)
- فرايزر هورنبي على موقع Soccerway.com (الإنجليزية)
- فرايزر هورنبي على موقع AS.com (الإسبانية)